# Kostel svaté Kateřiny Alexandrijské (Sierakowice)
Kostel svaté Kateřiny Alexandrijské (polsky: Kościół św. Katarzyny Aleksandryjskiej)  je historický římskokatolický dřevěný kostel v obci Sierakowice, gmina Sośnicowice, okres Gliwice, Slezské vojvodství a náleží k děkanátu Pławniowice, diecéze gliwická, je filiálním kostelem farnosti svaté Trojice v Rachowicích.
Dřevěný kostel je v seznamu kulturních památek Polska pod číslem A/298/50 z 18. března 1950 a A/360/60 z 10. března 1960 a je součástí Stezky dřevěné architektury v Slezském vojvodství.

## Historie
První písemné zmínky o existenci církevní stavby pocházejí z roku 1447. V 15. století byl protestantským kostelem. V roce 1673 byl kostel stržen a v roce 1675 znovu postaven na stejném místě a zasvěcen svaté Kateřině Alexandrijské. Stavitelem byl tesař Józef Jozka. Kostel byl opravován v letech 1819, 1886, 1947, 1953 a 1957. Rozsáhlá oprava byla provedena v letech 1963–1972.

## Architektura
Jednolodní orientovaná dřevěná stavba roubené konstrukce na zděné podezdívce, bedněna šindelem. Závěr lodi (kněžiště) je trojboký se sakristií na severní straně. Loď má půdorys obdélníkový. Sedlová střecha lodi a kněžiště je krytá šindelem. Střecha sakristie je pultová krytá šindelem. Sanktusník je ukončen barokní bání. V ose západního průčelí je přisazena čtyřboká zužující se dřevěná věž štenýřové konstrukce zakončena jehlancovou střechou, která je krytá šindelem. Kostel je obtočen nekrytými sobotami.

## Interiér
V lodi je plochý strop. Vítězným obloukem prochází profilovaný dřevěný trám. V západní části je hudební kruchta podepřená šesti dřevěných sloupech, z nichž dva jsou tordované a pocházejí z 17. století. Vnitřní vybavení je převážně barokní. Hlavní oltář z roku 1678 s obrazem svaté Kateřiny Alexandrijské. Na evangelijní straně je boční oltář ze 17.  století (po roce 1675) s obrazem Ježíšovo srdce z 19. století a sochami sv. Jana Křtitele a sv. Jana Evangelisty. Na epištolní straně je boční oltář z 19. století s obrazem Panny Marie Čenstochovské (před rokem 1800) a sochami sv. Rocha, sv. Kateřiny a sv. Zikmunda. Ambona a křtitelnice jsou barokní a pocházejí z 18. století. Varhany na hudební kruchtě byly vyrobeny varhanářem Hawlem z Pyskowic v roce 1827. V lodi pod podlahou se nachází pohřební krypta. V roce 2001 byly odkryty polychromie z 17. století, které byly následně restaurovány v letech 2003–2010. Polychromie je provedena v podobě Bible chudých (Biblia pauperum). Do roku 1992 byly v kostele gotické sochy sv. Marie Magdalény, Matky Boží s dítětem a sv. Kateřiny, byly zcizeny.

## Okolí
Kostel se nachází ve východní části vesnice a je obklopen hřbitovem, který je oplocen a má dřevěnou vstupní branku s jehlancovou střechou krytou šindelem. V blízkosti kostela stojí kaple sv. Jana Nepomuckého.

## Galerie

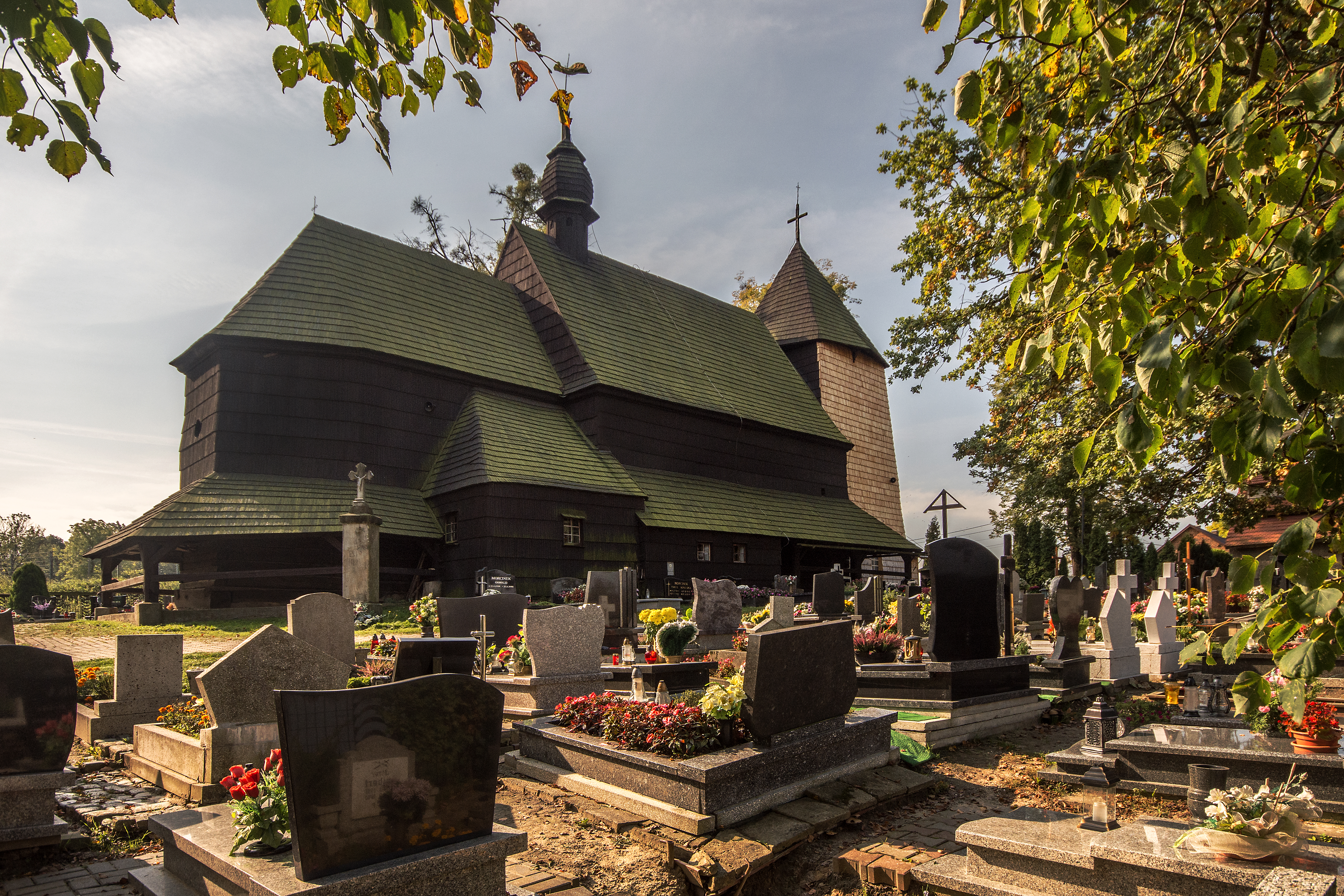
Kostel
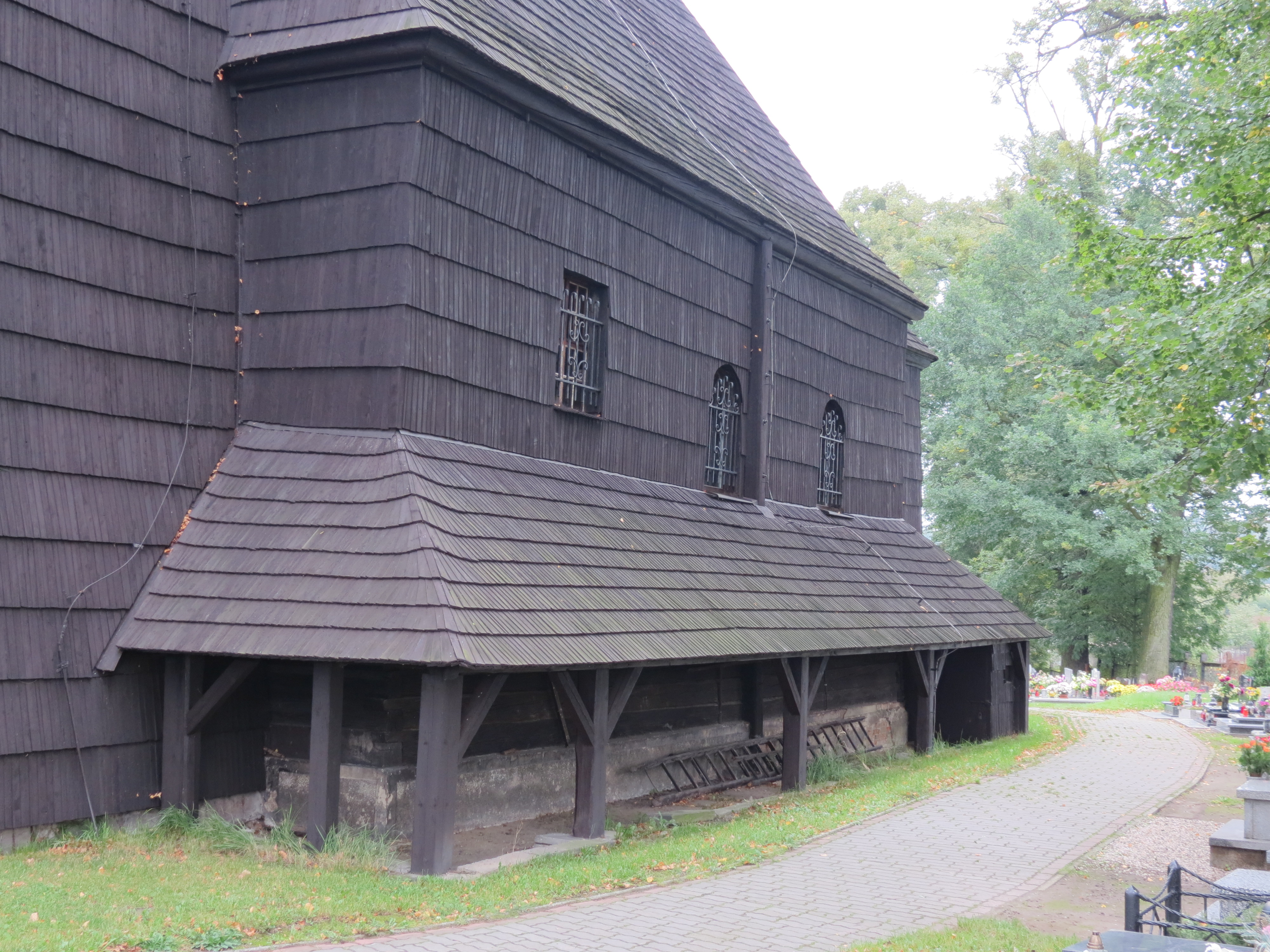
Soboty
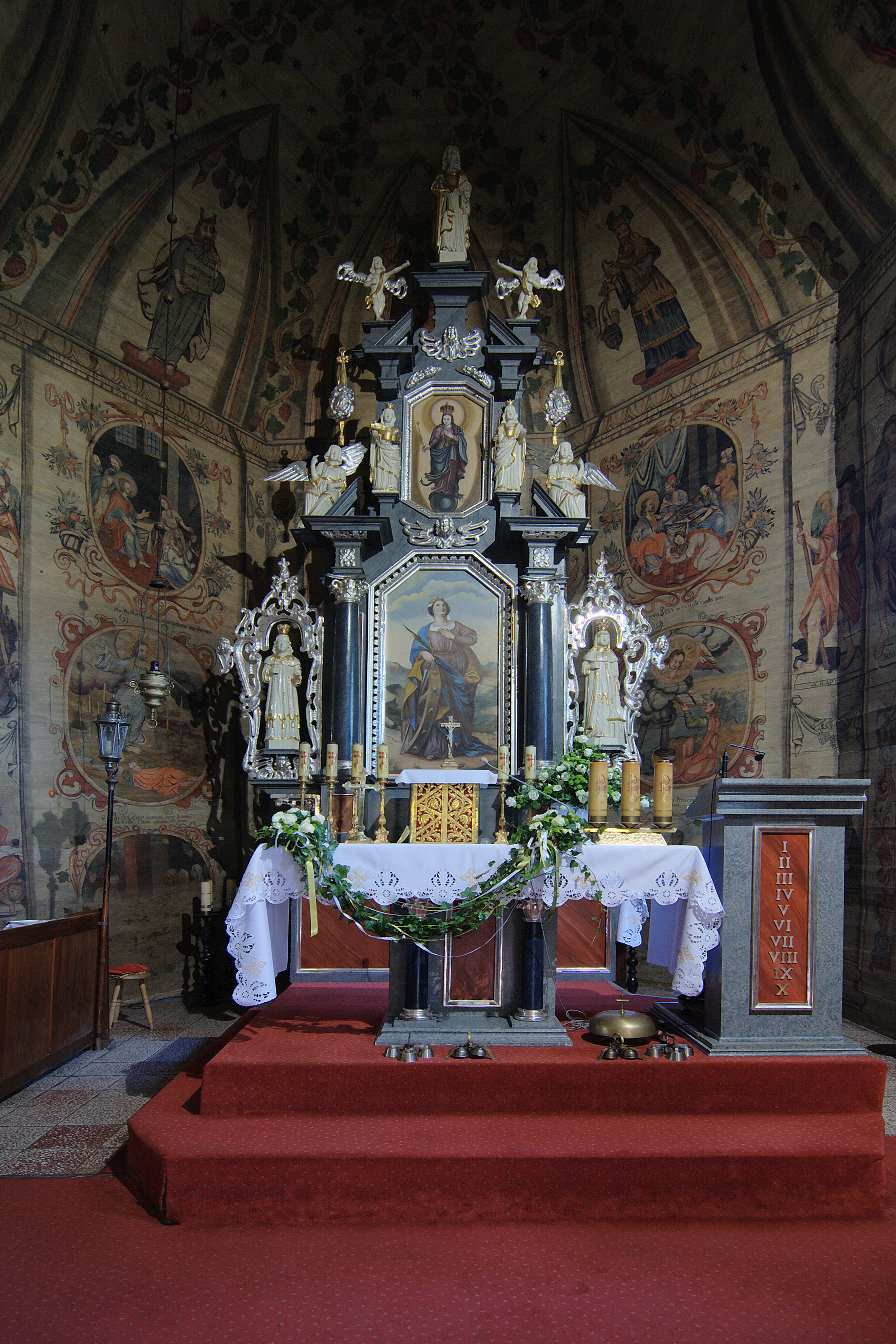
Hlavní oltář
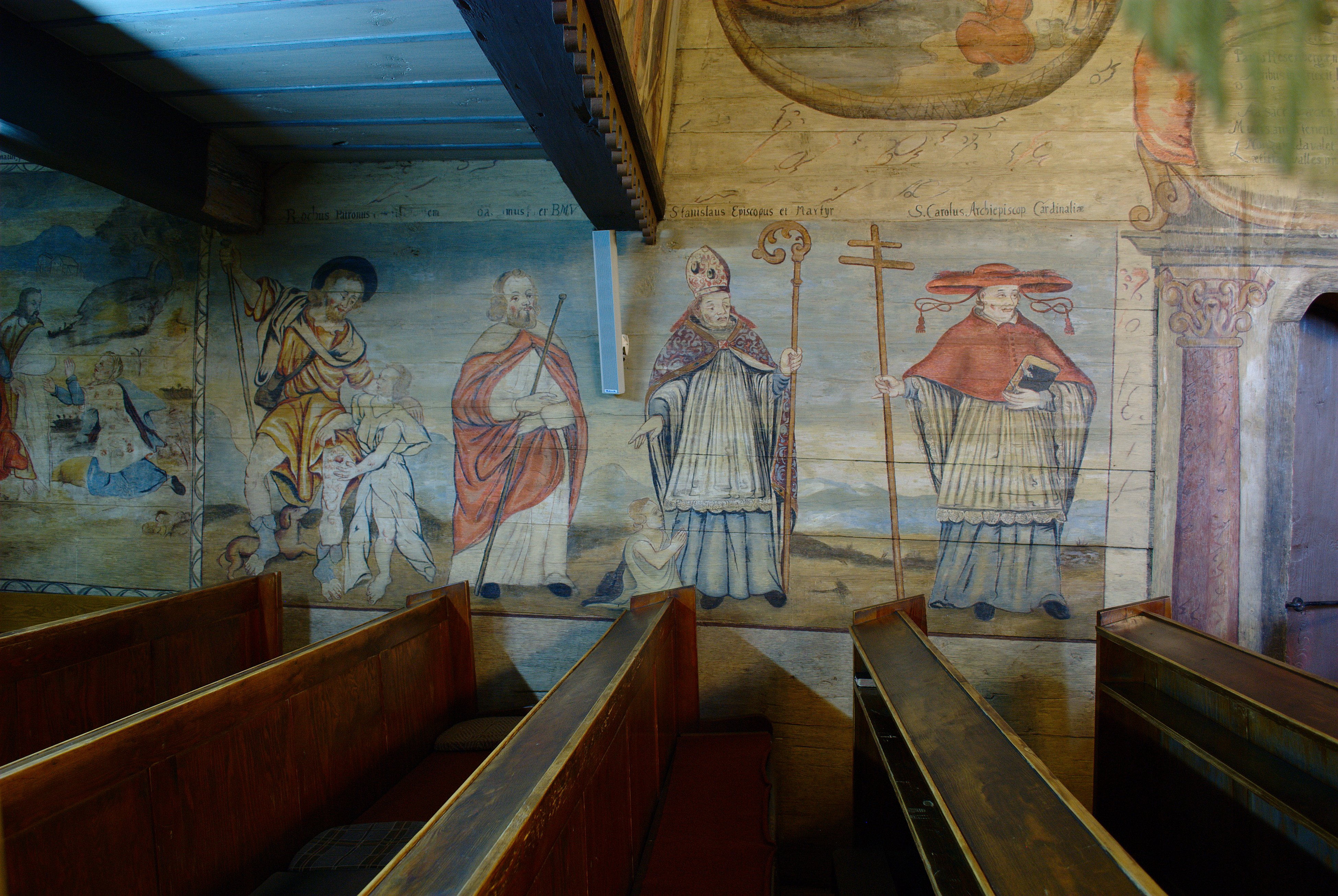
Polychromie v lodi
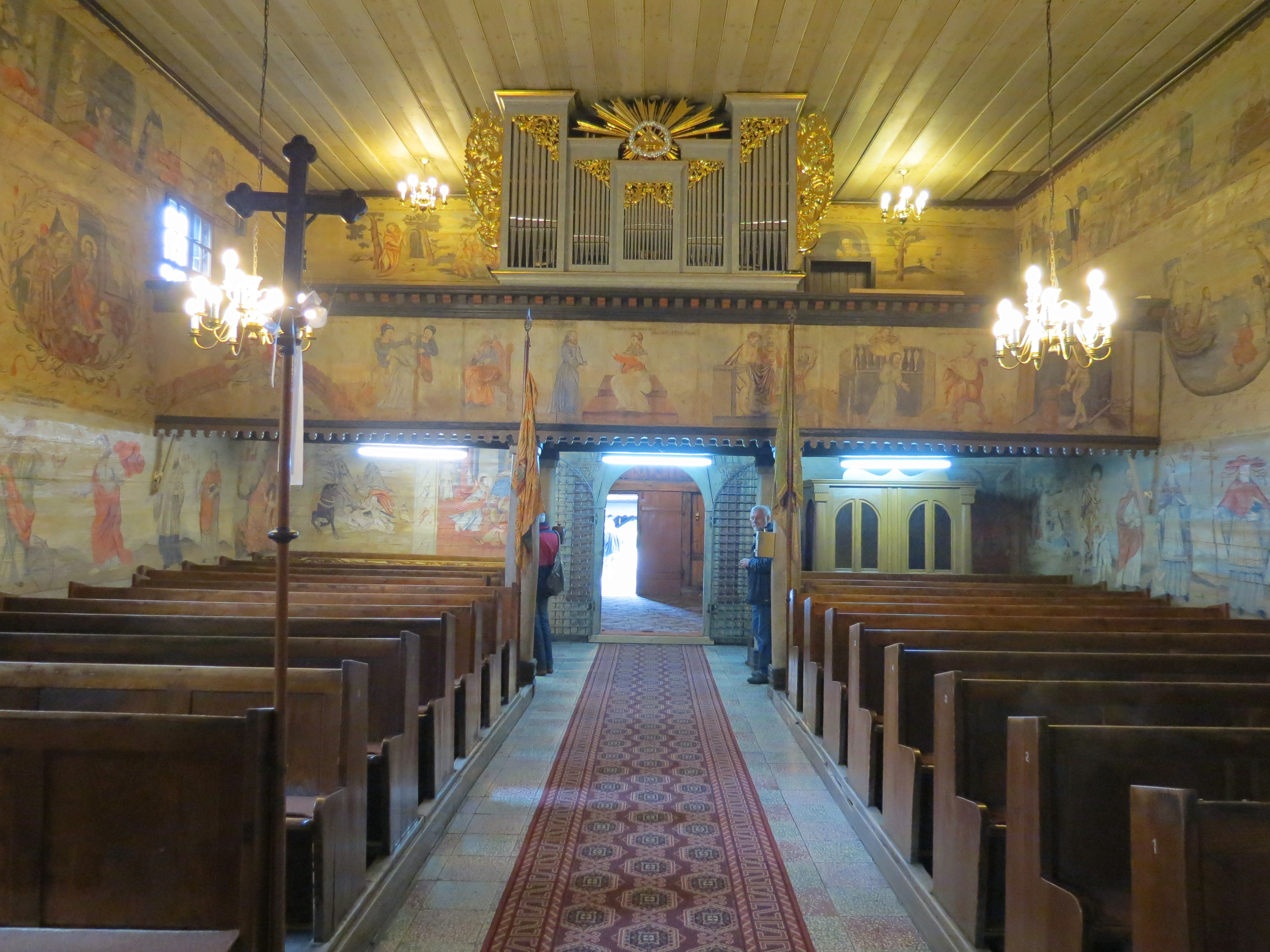
Kruchta
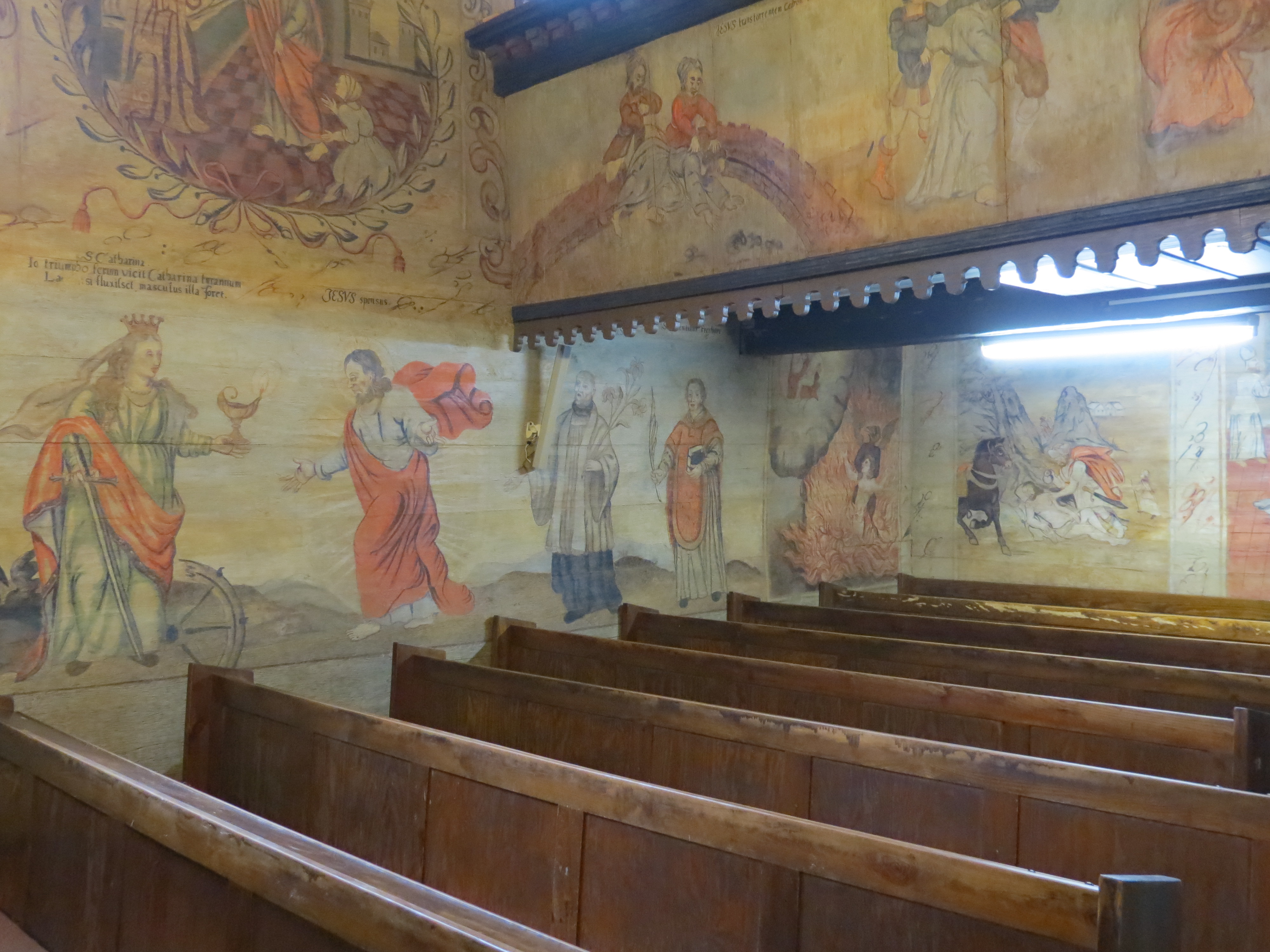
Polychromie
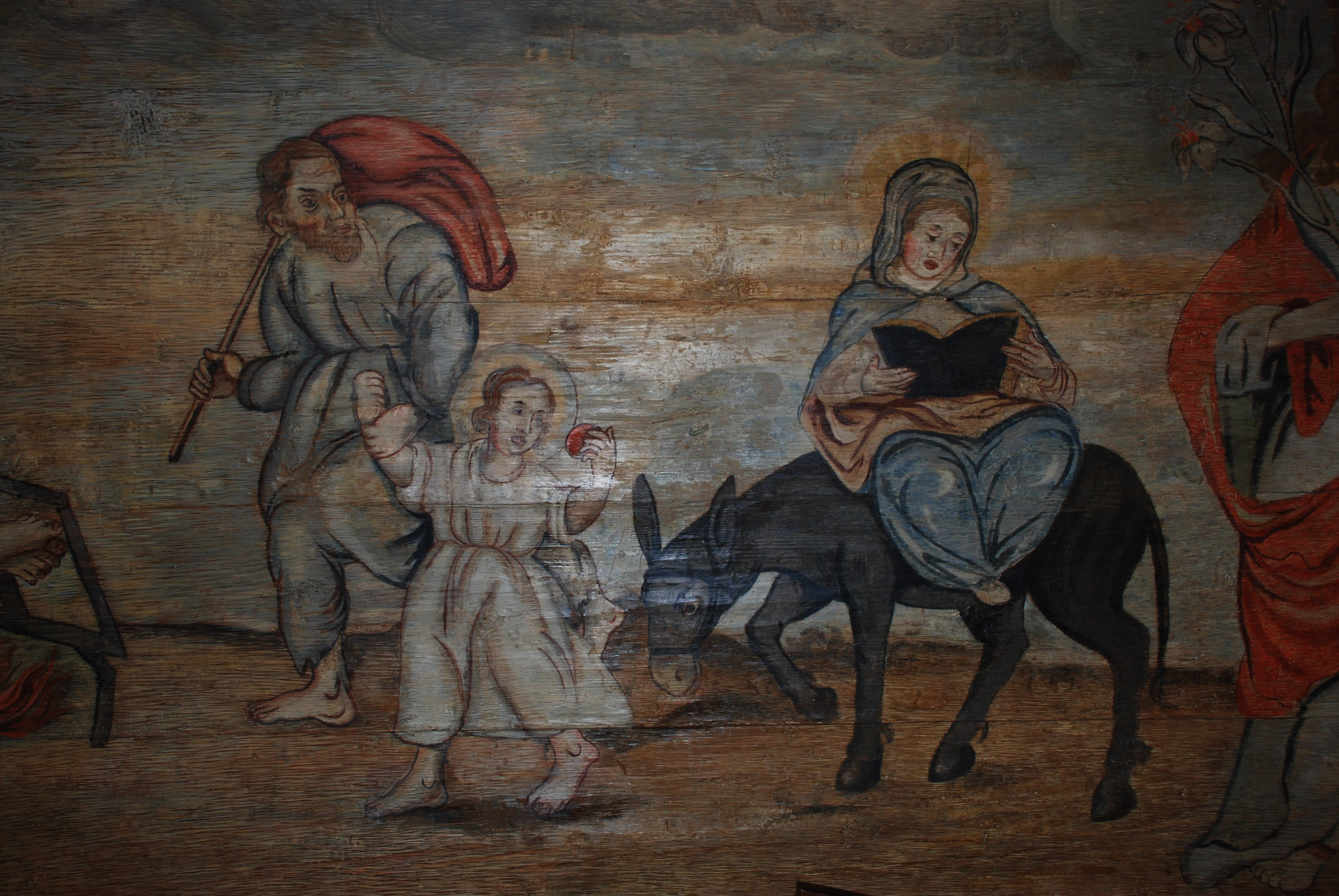
Polychromie